# Garegin Nzhdeh
Garegin Ter-Harutjunjan (arménsky: Գարեգին Տէր Յարութիւնեան) známější pod svým odbojovým pseudonymem Garegin Nzhdeh (arménsky: Գարեգին Նժդեհ; 1. ledna 1886 Güznüt - 21. prosince 1955 Vladimir) byl arménský politik, voják a ideolog. Jako člen Arménské revoluční federace se účastnil národně osvobozeneckého boje během první balkánské války i první světové války a stal se jedním z klíčových politických a vojenských vůdců první arménské republiky (1918–1921). Po obsazení Arménie Sovětským svazem se zapojil do protibolševického odboje a v roce 1921 byl klíčovou postavou při založení Horské Arménie (Leřnahajastan), vzbouřeneckého protikomunistického státu vyhlášeného v provincii Sjunik, nakonec Sověty poraženého a začleněného do sovětské Arménie. Během druhé světové války bojoval v arménské legii Wehrmachtu. Pomáhal ozbrojeným silám nacistického Německa ve válce proti Sovětskému svazu v naději, že pokud se Německu podaří zvítězit, udělí Arménii nezávislost. V roce 1944 Nzhdeh napsal dopis sovětskému vůdci Stalinovi, ve kterém mu nabídl, že přeběhne na jeho stranu a povede útok na Turecko. Dostal odpověď, že o věci lze jednat v Bukurešti, kam za tím účelem přijel. Odtud byl odvezen do Moskvy, kde byl zatčen a od té doby byl vězněn ve věznici KGB Lubjanka. V roce 1948 byl odsouzen za "kontrarevoluční aktivity" v letech 1920-1921 ke 25 letům vězení. Ve věznici ve Vladimiru v roce 1955 zemřel, sovětské úřady nedovolily převoz jeho těla do Arménie a je tedy ve Vladimiru i pohřben. Jeho nacionalistická ideologie zvaná tseghakronismus se stala znovu aktuální po roce 1991, hlásí se k ní klíčová síla postsovětské Arménie, Republikánská strana Arménie (Hajastani Hanrapetakan Kusaktsutjun). Tato ideologie spojuje arménskou identitu s církví a někdy je označovaná za rasistickou, už kvůli svému názvu - tseghakron značí "národní náboženství". Postava Nzhdeha, jež je v Arménii vnímán jako národní hrdina, několikrát v postsovětské éře zkomplikovala jinak dobré vztahy Arménie s Ruskem. V tureckých a ázerbájdžánských médiích, obzvláště po vyhrocení vztahů kvůli válce o Náhorní Karabach, je postava Nzhdeha využívána bez okolků jako důkaz o "fašistické a nacistické" povaze arménské politiky.